# Rivière Squatec
Pour les articles homonymes, voir Squatec.
La rivière Squatec coule dans la municipalité régionale de comté (MRC) de Témiscouata, dans la région administrative du Bas-Saint-Laurent, au sud de la péninsule gaspésienne, au Québec, au Canada. Cette rivière traverse les municipalités de Lejeune (Québec), Auclair (Québec) et Saint-Michel-du-Squatec.
Sur son cours, la rivière Squatec traverse trois plans d'eau importants : Grand lac Squatec, lac du Pain de Sucre et le Petit lac Squatec.
Le bassin versant de la rivière Squatec est accessible par la route 295. Les lacs de ce versant sont accessibles par :
- Grand lac Squatec : rang du Lac (côté est), ainsi que le chemin du 12 Rang Sud et le chemin du camping (côté ouest) ;
- Lac du Pain de Sucre (Témiscouata) : route 295, passant du côté est du lac ;
- Petit lac Squatec : route 295 passant du côté est du Lac, ainsi que le chemin des Chalets.

## Géographie
La rivière Squatec prend sa source à l'embouchure du Grand lac Squatec (longueur : 12,7 km ; altitude : 170 m). Ce lac de tête est surtout alimenté en eau par la rivière Owen laquelle se déverse sur la rive sud-est du lac. Le Grand lac Squatec est borné du côté est par la montagne du Fairley et la montagne à Ludger-Landry ; du côté sud-ouest, par la montagne à Paul-Plourde ; du côté sud par la montagne à Eddy et la montagne du Pas de l'Ours.
La rivière Squatec coule sur 35 km répartis selon les segments suivants :
- vers l'est en passant sous un pont routier, jusqu'au ruisseau à Breton ;
- vers le nord-ouest, jusqu'à la rive sud-ouest du Lac du Pain de Sucre (Témiscouata) (longueur : 3,8 km ; altitude : 159 m) ;
- vers le nord-ouest, en traversant le Premier lac Squatec, jusqu'à la passe du Petit Squatec ;
- vers le nord-ouest, en traversant le Petit lac Squatec (longueur : 4,0 km ; altitude : 159 m) sur sa pleine longueur, jusqu'à son embouchure ;
- vers l'ouest, en passant du côté sud du village de Saint-Michel-du-Squatec, jusqu'à sa confluence.

La rivière Squatec se déverse sur la rive est de la rivière Touladi, du côté sud-ouest du village de la municipalité de Saint-Michel-du-Squatec. 

## Toponymie
Le toponyme « Rivière Squatec » a été officialisé le 5 décembre 1968 à la Commission de toponymie du Québec.